# Dendropsophus araguaya
Dendropsophus araguaya är en groddjursart som först beskrevs av Marcelo Felgueiras Napoli och Ulisses Caramaschi 1998.  Dendropsophus araguaya ingår i släktet Dendropsophus och familjen lövgrodor. IUCN kategoriserar arten globalt som otillräckligt studerad. Inga underarter finns listade i Catalogue of Life.